# Fô (département)
Pour les articles homonymes, voir FO.
Pour le village chef-lieu, voir Fô (Burkina Faso).
Fô  est un département et une commune rurale de la province du Houet, situé dans la région des Hauts-Bassins au Burkina Faso.
En 2006, le dernier recensement comptabilisait 20 501 habitants.

## Villages
Le département se compose de treize villages, dont le village chef-lieu homonyme :
- Bouboura (985 habitants)
- Dangounani (1 921 habitants)
- Dawéra (3 275 habitants)
- Dintolo (207 habitants)
- Dorona (1 569 habitants)
- Fô (2 385 habitants), chef-lieu
- Kibé (1 081 habitants)
- Kiébani (866 habitants)
- Kogoué (3 096 habitants)
- Kokoroba (1 283 habitants)
- Lanfièra (1 056 habitants)
- Mossibougou (1 733 habitants)
- Yélintouta (1 044 habitants)

## Description
Fô est un petit département situé à 100 km  au nord de Bobo-Dioulasso. Un superbe village encerclé par une chaîne de montagnes.
La population est surtout agricole. On y cultive du mil, du maïs, des arachides, le haricot et la coton. On compte néanmoins quelques commerçants et la proximité avec le Mali favorise un très bon échange commercial.
Fô abrite un collège d'enseignement général érigé en lycée depuis cette année 2013, une école primaire publique ouverte depuis 1952, une école bilingue, une école satellite, une brigade de douanes (1955), un poste de police, une perception, une antenne fiscale fonctionnelle depuis juillet 2012 et un centre de promotion sociale.